# 林金莖
林金莖（1923年7月18日—2003年12月10日），字剛本。臺南佳里子龍廟人，中華民國外交官。曾任中華民國駐日代表。

## 生平
林金莖於大正十二年（1923年）7月18日生於臺灣日治時期臺南州北門郡佳里庄（今 台南市佳里區），為家中第八子。祖父林碧池曾任佳里子龍廟正董事。父親為台南著名傳統漢學詩人林泮（林芹香）。大哥林精鏐（戰後改名林芳年）為「鹽分地帶」文學重要作家，曾創作多種作品發表於《文藝台灣》、《台灣文學》等期刊。為「北門七子」之一。
林金莖八歲就讀佳里興公學校，公學校畢業後由於受父親告知日本必戰敗，遂未繼續考中學。昭和十六年（1941年），林金莖考上佳里興公學校教員，一開始任助教，隔年升「准訓導」（正式教師）。昭和十八年（1943年）通過文官考試，任判任官。同年結婚。
二次大戰後，林金莖於民國三十四年（1945年）9月考取建國中學高中部二年級。1946年考取公費保送上海復旦大學法律系，1948年轉入國立台灣大學三年級，1949年6月畢業。1950年公務人員高等考試及格，考上行政人員，分發到台灣省政府民政廳。1951年考上律師，1950年外交官考試及格取得外交官資格，在中華民國外交部亞太司擔任專員後，1959年8月入中華民國駐日大使館擔任三等秘書。1961年入日本早稻田大學研究國際法，1962年取得碩士學位。
歷任秘書官、台灣省政府民政廳課長、外交部日韓課課長、中華民國駐大阪領事等職務，1972年出任中華民國駐日大使館政務参事官，任內經歷日華斷交。一直參與之後的台日關係，曾任亞東關係協會副代表。在李登輝政府時期的1993年到1996年間擔任駐日代表，從1996年到2001年擔任亞東關係協會會長。陳水扁政府時期出任總統府國策顧問。
1988年，以論文《戰後的日華關係與國際法》（戦後の日華関係と国際法，有斐閣出版）在亞細亞大學大學院法學研究科取得法學博士。1992年獲得日華文化協會第1回日華文化賞。
2001年9月10日，獲總統陳水扁頒授二等景星勳章。
2003年，於台南長榮大學日本研究所擔任教授，12月10日因肝癌病逝於臺大醫院。12月23日，總統陳水扁明令頒褒揚令。

## 政治立場
- 據前新聞局駐日新聞處處長張超英回憶，1980年代興起臺灣人日本兵遺族向日本政府請求撫慰金一事時。當時中華民國駐日代表處一開始反應保守冷淡。當時副代表林金莖就對張超英說：「我們不能向日本人要求這個賠償，如果要這個賠償，日本人在臺灣的財產也要歸還。」他完全依照中日和約來判斷此事，態度當然不積極。[7]:187直到日本眾議員有馬元治熱心奔走，在日臺獨運動者許世楷、黃昭堂等人熱心提供給有馬元治資料，才使駐日代表馬樹禮決定反應此事。[7]:187
- 後來林金莖出任駐日代表，1996年在野黨的臺北市長陳水扁訪問日本，駐日代表以消極不作為應對，林金莖也未改變此傳統作風。最後是張超英越過官方辦公室，與臺北市政府市長辦公室的羅文嘉聯絡，包括記者會行程、寄邀請函及推演可能遭遇的困難。使外界看起來是臺北市政府自己去張羅行程，沒有外交單位涉入的痕跡。[7]:252-253
- 2000年總統大選，林金莖受國民黨動員，返回佳里子龍、佳興地區佳興國小、北門高中演講，為連蕭配拉票。[8]

## 荣誉

### 中华民国勋章奖章
- 二等景星勋章（2001年9月10日于台北总统府颁授[9]）

## 家庭
- 林金莖妻子吳愛桂為台南市人，其父吳近是知名醫生。兩人於昭和十八年（1943年）5月結婚，婚後育有四男一女。

## 著作
- 《梅と桜――戦後の日華関係》（產經出版，1984年3月）
- 《戦後の日華関係と国際法》（有斐閣，1987年1月）

## 傳記及研究書目
- 黃自進訪問，林金莖口述，《林金莖先生訪問紀錄》，臺北：中研院近史所，2003年。

| 官衔          | 官衔                                   | 官衔          |
| ------------- | -------------------------------------- | ------------- |
| 前任： 許水德 | 中華民國駐日本代表 1993年4月—1996年5月 | 繼任： 莊銘耀 |